# Borys Michalik
Borys Michalik (ur. 2 lipca 1969 w Częstochowie, zm. 31 grudnia 2018 tamże) – polski malarz.

## Życiorys
Urodzony 2 lipca 1969 r. w Częstochowie, jego ojcem był Marian Michalik (także malarz). W 1989 r. ukończył Państwowe Liceum Sztuk Plastycznych w Częstochowie. Był związany z Grupą Plastyczną Pławna 9. Początkowo był pod artystycznym wpływem ojca. Tworzył m.in. martwe natury i pejzaże na pograniczu surrealizmu, zarówno olejne, jak również pastele.
Jego prace znajdują się w zbiorach prywatnych w kraju i za granicą.
Zmarł 31 grudnia 2018 w Częstochowie.